# Claus Vogel
Claus Vogel (Saarbrücken, 6 juli 1933 - aldaar, 16 augustus 2012) was een Duits Indiakundige en tibetoloog.

## Biografie
Claus Vogel studeerde klassieke filologie, filosofie, Indiakunde en tibetologie aan de Philipps-Universiteit Marburg en promoveerde daar in 1956 bij Hellfried Dahlmann met het proefschrift over de hippocratische Vier-sappenleer. Na zijn tweejarig verblijf met een studiebeurs in Poona, India, werd hij wetenschappelijk assistent aan het toenmalige Indisch-Oost-Aziatische seminar van de Marburger universiteit.
Nadat hij de habilitatie in 1964 verwierf bij Wilhelm Rau over de Tibetaanse versie van Vagbhata van de Ashtanga Hridaya doceerde hij daar eerst als privaatdocent en vanaf 1969 als professor.
In 1976 werd Vogel als ordinarius aan het indologische seminar van de Rheinische Friedrich-Wilhelms-Universität Bonn benoemd die hij voorzat tot aan zijn emeritaat in 1998. Sinds 1971 was hij zowel werkzaam als studieverantwoordelijke en vanaf 1989 als ereprofessor voor tibetologie aan de Georg-August-Universität Göttingen.
De werkgebieden van Vogel zijn filologie en bronnenverzameling van de klassieke literatuur in Sanskriet en van de Tibetaanse acceptatie ervan op het gebied van de Indiase lexicografie en chronologie van onder meer de geschiedenis van de Indiase geneeswijze.
Vogel is lid van de Royal Asiatic Society in Londen en de Nordrhein-Westfälischen Akademie der Wissenschaften. Sinds 1988 leidde hij het bestuur van de stichting Helmuth von Glasenapp in Wiesbaden.